# Cui bono
Die Frage Cui bono? /ˈkuːi ˈbɔnoː/ (lateinisch für „Wem zum Vorteil?“) – gelegentlich auch irrig Qui bono? zitiert – ist ein geflügeltes Wort, mit dem die Frage nach dem Nutznießer bestimmter Ereignisse oder Handlungen, beispielsweise von Verbrechen oder auch politischen Entscheidungen, gestellt wird.

## Herkunft
Erstmals ist die Frage bei dem römischen Redner Marcus Tullius Cicero nachweisbar: Er verwendet sie 80 v. Chr. in seiner Verteidigungsrede für Sextus Roscius Amerinus, um den Mordverdacht vom Angeklagten, dem mittellosen Sohn des Mordopfers, auf Lucius Cornelius Chrysogonus zu lenken, einen Günstling Sullas, der dessen ganzen Besitz unrechtmäßig an sich brachte. Dabei wich der damals erst 27-jährige Cicero  von der klassischen dispositio einer Gerichtsrede ab, nach der er nach dem prooemium zunächst seine Sicht des Geschehens hätte darlegen müssen, um sie in der argumentatio zu belegen. Dadurch, dass er sein Cui-bono-Argument aus der argumentatio herauslöste und ins prooemium rückte, verlieh er ihm Wucht und der ganzen Rede Spannung. Im weiteren Verlauf der Rede gibt Cicero an, die Methode, mit der Frage cui bono den Nutznießer einer Tat zu verdächtigen, gehe auf den Konsul des Jahres 127 v. Chr. Lucius Cassius Longinus Ravilla zurück. Außerdem verwendete Cicero diese Frage noch zwei weitere Male, beide Male eingeführt als „illud Cassianum“, „jenes bekannte Wort des Cassius“: Im Jahr 52 v. Chr. bei seiner erfolglosen Verteidigung des Titus Annius Milo, der angeklagt war, Publius Clodius Pulcher erschlagen zu haben; im Jahre 44 v. Chr. in einer als Senatsrede konzipierten Flugschrift gegen Marcus Antonius, der sogenannten zweiten Philippika. Der Philosoph und Dramatiker Lucius Annaeus Seneca verwendete den Ausdruck leicht abgewandelt in seiner Tragödie Medea: „Cui prodest scelus, is fecit“ – „Wem das Verbrechen nützt, der hat es begangen.“

## Verwendung in der Neuzeit
In der Kriminalistik ist die Cui-bono-Frage fester Bestandteil der Wabenanalyse nach Thomas E. Gundlach und dient dabei zur Fahndung nach Motivhypothesen im Rahmen der Formulierung einer Verdachtslage. Im Rahmen der kriminalistischen Arbeit gehört die Cui-bono-Frage somit zum Methodeninventar der heuristischen Vorermittlungen, die zur Bildung von Motivhypothesen eingesetzt werden, nicht aber als Beweisverfahren anzusehen sind.
Die Beantwortung der Cui-bono-Frage kann jedoch auch zum Fehlschluss cum hoc ergo propter hoc verleiten, da aus dem gleichzeitigen Vorhandensein eines Interesses und eines Ereignisses, das diesem Interesse dient, nicht auf die Kausalität des Ereignisses geschlossen werden kann, das ja auch durch ebenfalls interessierte Dritte oder bloßen Zufall eingetreten sein kann: Der amerikanische Politikwissenschaftler David A. Baldwin verweist auf das Beispiel der Taxifahrer, die zwar von Regen profitieren, für diesen aber nicht verantwortlich gemacht werden können.
Besonders Verschwörungstheorien arbeiten typischerweise mit einem cum hoc ergo propter hoc-Fehlschluss aus einer Cui-bono-Frage, um mit den Profiteuren eines Ereignisses auch die angeblichen Verschwörer zu enttarnen, die dafür verantwortlich sein sollen. So zog der kommunistische  Agitator Willi Münzenberg in seinem Braunbuch daraus, dass die Nationalsozialisten vom Reichstagsbrand am 27. Februar 1933 profitierten, den Schluss, dass sie ihn auch gelegt hätten. In ähnlicher Weise wird die amerikanische Regierung verdächtigt, hinter den Terroranschlägen vom 11. September 2001 zu stecken, weil sie mit ihnen den bereits unabhängig davon geplanten, völkerrechtswidrigen Irakkrieg legitimieren konnte. Mit dieser Methode versuchte der Webvideoproduzent Ken Jebsen 2020 glaubhaft zu machen, dass hinter den Maßnahmen zu Eindämmung der COVID-19-Pandemie die Bill & Melinda Gates Foundation stecken würde, da sie angeblich davon profitiere. Aufgrund Jebsens Herangehensweise lautet der Titel eines preisgekrönten sechsteiligen Podcasts Cui Bono: WTF happened to Ken Jebsen?
Arnd Krüger fragt 1993 in einem Aufsatz, wer einen Nutzen aus der massiven Ausweitung der Sportberichterstattung ziehe, die dazu führe, dass wichtige politische Fragen in den Hintergrund gedrängt würden.
Eine Rolle spielt die Cui-bono-Frage auch in der Kritischen Theorie bei Theodor W. Adorno. In der Einleitung in die Soziologie empfiehlt er im Sinne der Ideologiekritik bei der Lektüre wissenschaftlicher Literatur ein kritisches Cui bono mitlaufen zu lassen, um ideologische Achtsamkeit zu steigern, ein Verständnis für die Intention des Autors zu gewinnen und um kollegiales Verständnis zu fördern. Zur Kritik an Ideologien, denen es dermaßen an Rationalismus ermangele wie dem Nationalsozialismus, müsse eine immanente Kritik durch Argumente scheitern. Das Cui bono bleibe dann ein letztes Mittel der Kritik. Auch in der Negativen Dialektik hebt Adorno den ideologiekritischen Aspekt hervor: Die Cui-bono-Frage sei lediglich nicht in der Lage, die „Ideologie der Verzweiflung“ aufzuhalten.
In der Ästhetischen Theorie dagegen heißt es, die Cui-bono-Frage ermögliche das für kunstästhetische Erfahrung notwendige Staunen vor dem Rätselcharakter des Kunstwerks, das oftmals durch das rein subsumptionslogische Klassifizieren ästhetischer Erfahrungserlebnisse im Modus der Halbbildung verstellt werde.

## Einzelbelege
1. ↑  Wilfried Stroh: Taxis und Taktik. Die advokatische Dispositionskunst in Ciceros Gerichtsreden. Teubner, Stuttgart 1975, ISBN 3-519-07405-2, S. 68.
2. ↑  Georg Büchmann: Geflügelte Worte. Der klassische Zitatenschatz. 39. Auflage, bearbeitet von Winfried Hofmann. Ullstein, Berlin 1993, S. 314 f.
3. ↑  L. Annaei Senecae Medea, Vers 500 f.
4. ↑  Thomas Hansjakob: Kriminalistisches Denken. C.F. Müller GmbH, 2012, ISBN 978-3-7832-0041-6, S. 95
5. ↑  Thomas E. Gundlach: Die kriminalistische Wabenanalyse. In: Heiko Artkämper, Horst Clages (Hrsg.): Kriminalistik gestern-heute-morgen: Festschrift zum 10-jährigen Bestehen der Deutschen Gesellschaft für Kriminalistik (Schriftenreihe der Deutschen Gesellschaft für Kriminalistik e. V. 4). Richard Boorberg Verlag, 2013, ISBN 978-3-415-05101-0, S. 202
6. ↑  David A. Baldwin: Power and International Relations. A Conceptual Approach. Princeton University Press, Princeton 2016, ISBN 978-0-691-17200-2, S. 81 f.
7. ↑  David Römer: Verschwörungstheorien als argumentative Narrative. In: Zeitschrift für Literaturwissenschaft und Linguistik 51 (2021), S. 281–298, hier S. 291.
8. ↑  Richard J. Evans: Das Dritte Reich und seine Verschwörungstheorien. Wer sie in die Welt gesetzt hat und wem sie nutzten. Deutsche Verlags-Anstalt, München 2020, S. 138.
9. ↑  Wolfgang Wippermann: Agenten des Bösen. Verschwörungstheorien von Luther bis heute. be.bra. Verlag, Berlin 2007, S. 136 ff.; Michael Butter: „Nichts ist, wie es scheint“. Über Verschwörungstheorien. Suhrkamp, Berlin 2018, ISBN 978-3-518-07360-5, S. 59 und 86.
10. ↑  David Römer: Verschwörungstheorien als argumentative Narrative. In: Zeitschrift für Literaturwissenschaft und Linguistik 51 (2021), S. 281–298, hier S. 294.
11. ↑  Cui Bono: WTF happened to Ken Jebsen? (Seite nicht mehr abrufbar, festgestellt im Dezember 2023. Suche in Webarchiven)  Info: Der Link wurde automatisch als defekt markiert. Bitte prüfe den Link gemäß Anleitung und entferne dann diesen Hinweis. sechsteiliger Podcast, eine Koproduktion von Studio Bummens, NDR, rbb und K2H
12. ↑  Arnd Krüger: Cui bono? Zur Wirkung des Sportjournalismus. In: Arnd Krüger, Swantje Scharenberg (Hrsg.): Wie die Medien den Sport aufbereiten – Ausgewählte Aspekte der Sportpublizistik. Tischler, Berlin 1993, ISBN 3-922654-35-5, S. 24–65.
13. ↑  Theodor W. Adorno: Einleitung in die Soziologie. Suhrkamp, Frankfurt am Main 1993, ISBN 3-518-58167-8, S. 157 f.
14. ↑  Paul Jones, David Holmes: Key Concepts in Media and Communications. Sage Publications, Thousand Oaks 2011, ISBN 978-1-4129-2821-2, S. 103.
15. ↑  Theodor W. Adorno: Negative Dialektik. (= Gesammelte Schriften, Band 6). Suhrkamp, Frankfurt am Main 1997, ISBN 3-518-06511-4, S. 365 f.
16. ↑  Theodor W. Adorno: Ästhetische Theorie. (= Gesammelte Schriften, Band 7). Suhrkamp, Frankfurt am Main 1997, ISBN 3-518-06511-4, S. 182.